# Патриоты России
«Патриоты России» — бывшая российская официально зарегистрированная политическая партия демократической социалистической направленности, существовавшая в 2005—2021 годах. Образована в 2005 году в результате раскола КПРФ, создана на платформе «Российской партии труда», основатель и лидер партии Геннадий Семигин.
28 января 2021 года совместно с партией Захара Прилепина «За правду» начала процедуру объединения с «Справедливой Россией». 22 февраля того же года по итогам объединительного съезда вошла в её состав, а Геннадий Семигин совместно с Захаром Прилепиным был избран сопредседателем объединённой партии.

## История
В создании Партии Труда участвовали профсоюзы – Соцпроф, Защита Труда, Докеры. Лидеры РПТ – Олег Шеин, Сергей Храмов.
Согласно зарегистрированной в Министерстве юстиции программе, идеология партии — демократический социализм, левый национализм и коллективизм.
В 2004 году после проведения альтернативного съезда КПРФ с попыткой смены Геннадия Зюганова по инициативе Геннадия Семигина в этом же году был учреждён «Конгресс патриотов России», объединяющий ряд общественных объединений.
20 апреля 2005 года прошёл учредительный съезд партии «Патриоты России», юридически оформленный как очередной съезд официально зарегистрированной «Российской партии труда», сменившей своё название, на котором председателем партии был избран Геннадий Семигин. Официально Российская партия труда была создана в январе 2002 года.
В 2008 году VIII съезд «Патриотов России» утвердил самороспуск и вхождение в состав ПР «Партии мира и единства», однако в 2012 году после законодательных поправок в отношении упрощения регистрации политических партий оргкомитет «Партии мира и единства» во главе с Сажи Умалатовой принял решение о своём восстановлении и выходе из партии «Патриотов России».
20 января 2021 года было объявлено о достижении соглашения об объединении «Патриотов России» с партиями «За правду» и «Справедливая Россия».
28 января 2021 года был подписан Манифест об объединении СР, «За правду!» и «Патриотов России», в котором определены идеологические основы объединения, его планы и задачи, а также выработаны шаги по его реализации.
22 февраля того же года по итогам объединительного съезда «Патриоты России» вошли в состав СР, а Геннадий Семигин совместно с Захаром Прилепиным был избран сопредседателем объединённой партии.

### Союзники
В 2005—2008 годах партия входила в учреждённую одноимённую коалицию с «Народной партией Российской Федерации»; — Народной волей; — Партией возрождения России; — Партией мира и единства.
В выборах в Государственную Думу в 2007 году по спискам «Патриотов России» участвовали члены незарегистрированной партии «Великая Россия»
С 2011 года союзником партии являлся созданный по инициативе Владимира Путина «Общероссийский народный фронт (ОНФ)».
До 2021 года поддерживала тесные связи с партией «Справедливая Россия», в состав которой впоследствии вошла.

## Выборы
В 2007 году на выборах в Государственную думу 5-го созыва партия получила 0.89 % (615 417 голосов). Федеральный партийный список возглавили сам лидер партии Геннадий Семигин, бывший председатель Госдумы и лидер «Партии возрождения России» Геннадий Селезнёв, актёр Сергей Маховиков, депутаты Госдумы Андрей и Юрий Савельев, а также Виктор Черепков, Александр Крутов и Владимир Семаго — утверждённые на VII съезде партии.
В 2011 году на выборах в Государственную думу 6-го созыва партия получила 0.97 % (639 119 голосов). Федеральный партийный список возглавили сам лидер партии Геннадий Семигин, актёр Сергей Маховиков, бывшие депутаты Госдумы Надежда Корнеева и Сергей Глотов.
В 2016 году на выборах в Государственной думы 7-го созыва партия заняла двенадцатое место, набрав 0.59 % голосов.
В 2018 году на президентских выборах не выдвигала своего кандидата, поддерживая действующего президента В. В. Путина.
По состоянию на 2021 год, «Патриоты России» имели около 600 депутатов различных уровней, преимущественно в органах местного самоуправления.

## Доходы и расходы
В 2009 году партия существовала на пожертвования — 4.5 % доходов обеспечили пожертвования физических лиц, 36.9 % доходов — перечисления юридических лиц. Фактически партия является собственностью своего руководителя Геннадия Семигина. В 2015 году доходы партии составили 60.8 млн руб. Основная статья расходов в 2015 году (66.2 % расходов) — содержание региональных отделений партии.

## Слияние со Справедливой Россией
20 января 2021 года лидер партии «Справедливая Россия» Сергей Миронов объявил о слиянии «Справедливой России» с партиями «Патриоты России» и «За Правду». По словам Миронова, у объединённой партии сохранится название «Справедливая Россия» (то есть, де-факто, речь идёт о поглощении «Справедливой Россией» партий «Патриоты России» и «За Правду»), и руководящий состав в виде председателя (которым, скорее всего, останется сам Миронов) и двух его заместителей (вероятными кандидатами считаются Семигин и Прилепин, лидеры упраздняемых партий).
В региональных объединениях «Патриотов России» новости об объединении партии с СР и «За правду» вызвали неоднозначную реакцию. Бывший кандидат в губернаторы Пермского края, лидер реготделения «Патриотов России» Андрей Степанов заявил, что предпочтет завершить политическую карьеру, чем вступать в объединенную партию, поскольку уверен, что большинство руководящих постов и депутатских мандатов будет разыграно среди тех, кто был и раньше в СР. В большинстве региональных организаций новой партий представителям «Патриотов России», вероятнее всего, придётся занять третьи роли и только отдельные члены партии получат посты заместителей.